# Small Steps(novela)
Small Steps es una novela para adultos jóvenes de 2006 de Louis Sachar, publicada por primera vez por Delacorte Books ( Dell ).  Es un spin-off y la secuela de Hoyos, centrándose en Theodore "Armpit" Johnson, un personaje secundario de Hoyos. Stanley Yelnats, el personaje principal de Hoyos, sólo se menciona breve e indirectamente.

## Trama
Tres años después de su liberación del Campamento Lago Verde, Theodore “Armpit” Johnson vive en Austin, Texas, tratando de construir un estilo de vida estable trabajando para una empresa de jardinería y cuidando a su vecina Ginny McDonald, una niña de diez años con problemas cerebrales. parálisis . Conoce a Rex "X-Ray" Washburn, un amigo de Camp Green Lake, quien le pide ayuda en un plan de reventa de entradas para el próximo concierto de la estrella del pop adolescente Kaira DeLeon.Armpit intenta usar dos boletos para impresionar a la persona que le gusta, que no puede ir; en cambio, se lleva a Ginny. Cuando presentan los billetes, resultan ser falsos y los agentes de policía golpean y esposan a Armpit. Ginny sufre una convulsión, que los agentes malinterpretan como una reacción a las drogas. Cuando la cantante Kaira se entera, los invita al backstage y luego entabla amistad con Armpit. 
Rayos X luego revela que vendió los boletos originales y los que le dio a Armpit eran fotocopias; devuelve las ganancias a Armpit. Más tarde, Armpit es interrogado por la detective Debbie Newberg del Departamento de Policía de Austin, e inventa un sospechoso falso para evitar ser acusado de reventa de multas.
Kaira invita a Armpit a San Francisco, pero antes de irse, es atacado por miembros de la red de reventa. Amenazan con exponer a Armpit a menos que les dé una carta de Kaira. Armpit se encuentra con Kaira en San Francisco y le pide una nueva carta para vender, pero ella siente que él la está usando y tienen una discusión. Más tarde, el manager y padrastro de Kaira, Jerome "El Genius" Paisley, ataca a Kaira con un bate de metal como parte de un plan para robar su dinero. El ataque continúa hasta que interviene el guardaespaldas de Armpit y Kaira. Después de que Kaira esté a salvo y Armpit haya regresado a Texas, el detective Newberg lo entrevista nuevamente, quien admite que se enteró de la red de reventa pero que no presentará cargos. Jerome va a la cárcel y Kaira descubre que la mejor amiga de su madre le ha robado sus ahorros. Decide seguir haciendo música para recuperar parte de sus finanzas.
La historia termina cuando Armpit escucha a Kaira cantar en la radio una canción que escribió sobre él y acepta que su vida no puede girar en torno a ella; en cambio, decide continuar con su plan de dar pequeños pasos para lograr una vida mejor.

## Recepción
En una reseña, Josh Lacey comentó Small Steps "tiene mucho que recomendar: cosas divertidas, una historia rápida, algunas escenas emotivas, un personaje central interesante, pero inevitablemente sufre en comparación con la última novela de Sachar".  Durante su reseña para el New York Times, AO Scott elogió la prosa de la novela por ser "clara, relajada y divertida en un tono discreto y observador", y observó que, a diferencia de Holes, en Small Steps "el realismo es "Es más convencional y el libro se ciñe más al género de la literatura problemática para adultos jóvenes". 

## Historia editorial
- Sachar, Luis. Pasos pequeños. Nueva York: Delacorte, 2006. Imprimir.
- Sachar, Luis. Pequeños pasos, Serie Holes, Nueva York: Delacorte, 2006. Prensa.